# هیرویوکی هیاشی
هیرویوکی هیاشی (ژاپنی: 林 祐征؛ زادهٔ ۵ اکتبر ۱۹۸۳) یک بازیکن فوتبال اهل ژاپن است.
از باشگاه‌هایی که در آن بازی کرده‌است می‌توان به باشگاه فوتبال آویسپا فوکوئوکا، باشگاه فوتبال و-واران ناگاساکی، باشگاه فوتبال توکوشیما ورتیس، باشگاه فوتبال توچیگی و باشگاه فوتبال گراونز کیتاکیوشو اشاره کرد.